# Анхальт-Биттерфельд
Анхальт-Биттерфельд (нем. Anhalt-Bitterfeld) — район в Германии. Центр района — город Кётен. Район входит в землю Саксония-Анхальт. Занимает площадь 1454 км². Население — 156,2 тыс. чел. (2021). Плотность населения — 107 человек/км².
Район был организован 1 июля 2007 года в рамках территориальной реформы земли Саксония-Анхальт путём слияния следующих районов:
- Кётен (район)
- Биттерфельд (район)
- Анхальт-Цербст (район)

Официальный код района — 15 0 82.

## Города и общины
1. Биттерфельд-Вольфен (37 568)
2. Кётен (25 244)
3. Цербст (21 294)
4. Зандерсдорф-Брена (14 364)
5. Южный Анхальт (13 227)
6. Мульдештаузе (11 607)
7. Рагун-Йесниц (8931)
8. Цёрбиг (9123)
9. Остернинбургер-Ланд (8442)
10. Акен (7417)

(30 июня 2021)

## Политика
6 мая 2007 года бывший губернатор округа Уве Шульце с 70,1 % голосов избирателей, при явке в 22,0 %, был избран на новый срок. Срок его полномочий истёк 11 июля 2021 года. Преемник Энди Грабнер был избран 6 июня того же года.

## Инфраструктура

### Образование и наука
1 университет: Университет Анхальт

### Экономика
Юг Анхальт-Биттерфельд не только крупный промышленный центр Анхальт-Биттерфельд, но и всей федеральной земли Саксония-Анхальт:
- Химическая промышленность
- Металлообработка
- Производство солнечных батарей

### Здравоохранение
В мае 2008 в Анхальт-Биттерфельд было 111 терапевтов, 5 процентов из них в возрасте 60 и 64 года.

## Компании
- Linde AG Geschäftsbereich Linde Gas
- Heraeus Tenevo AG / Heraeus Quarzglas GmbH & Co. KG
- Solvay Interox Bitterfeld GmbH
- Viverso GmbH (Bayer AG)
- Q-Cells AG